# Jürgen Storost

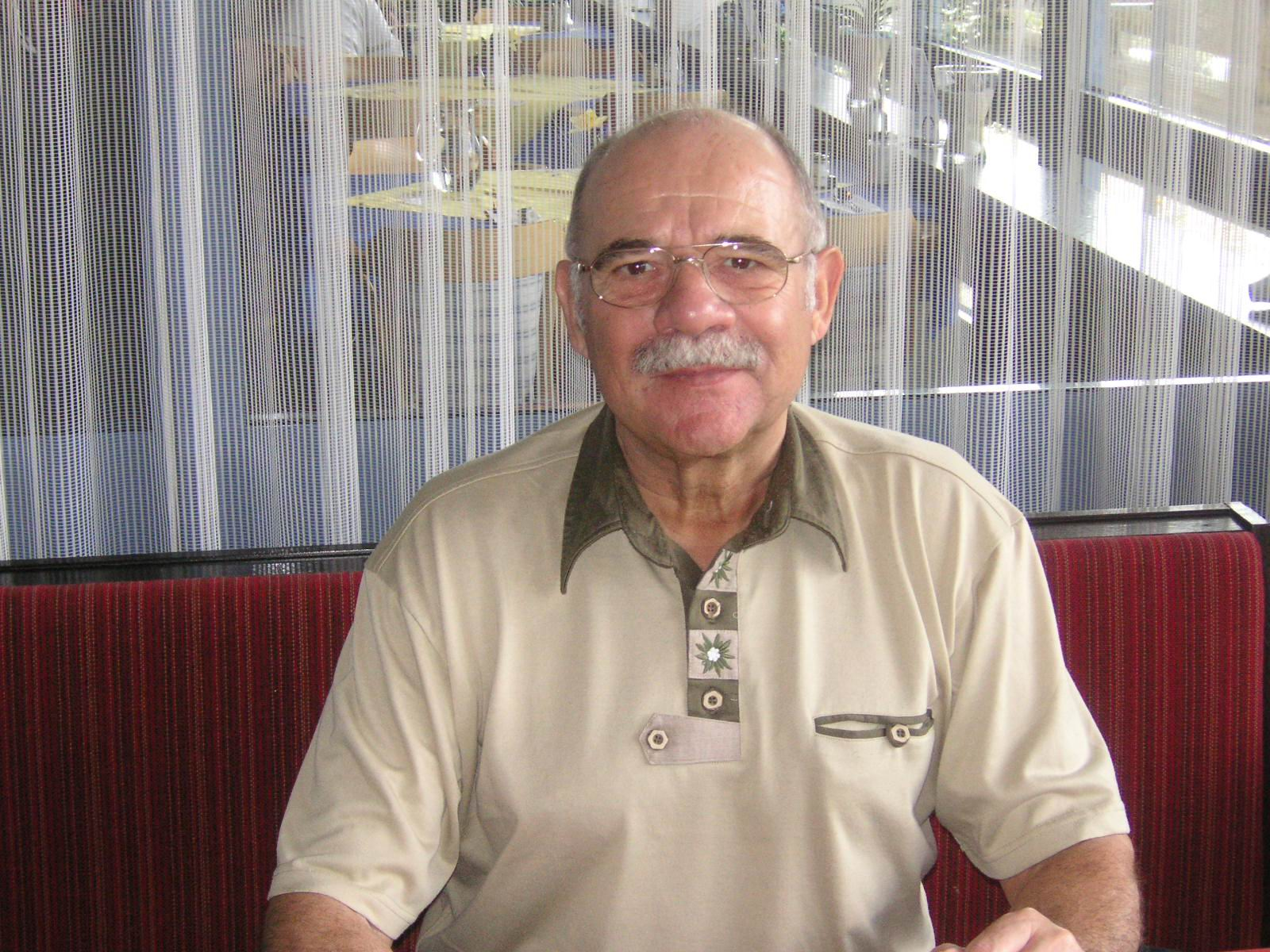
Jürgen Storost (April 2008)

Jürgen Storost (* 20. August 1940 in Lutherstadt Wittenberg) ist ein deutscher Romanist, Sprachwissenschaftler und Wissenschaftshistoriker.

## Leben
Er ist der Sohn des Gymnasialprofessors und Romanisten Wolfgang Storost (1904–1964). Nach dem Abitur (1958) an dem traditionsreichen Wittenberger Melanchthon-Gymnasium und Leistung eines zweijährigen Wehrdienstes begann er an der Karl-Marx-Universität Leipzig Romanistik zu studieren. Das Studium schloss er 1965 als Diplom-Romanist ab. Anschließend wurde er wissenschaftlicher Mitarbeiter an der Technischen Hochschule für Chemie in Merseburg.
1972 promovierte er an der Martin-Luther-Universität Halle-Wittenberg mit der Dissertation Studien zur Herausbildung der chemischen Fachsprache in der französischen Sprachgeschichte und wechselte 1979 als wissenschaftlicher Mitarbeiter an das Zentralinstitut für Sprachwissenschaft der Akademie der Wissenschaften der DDR. Dort war er an verschiedenen Forschungsthemen bis in die Auflösungsphase der Akademie beteiligt. Ab 1994 war er am Institut für Romanistik der Universität Potsdam als wissenschaftlicher Mitarbeiter tätig. Im Jahre 1997 wurde er als wissenschaftlicher Mitarbeiter wieder an die Berlin-Brandenburgische Akademie der Wissenschaften gerufen.
1999 habilitierte er sich mit einer Arbeit über die 300-jährige Geschichte der romanischen Sprach- und Literaturforschung an der Berlin-Brandenburgischen Akademie der Wissenschaften.
2001 wurde Jürgen Storost korporatives Mitglied der Freien Universität Berlin und Privatdozent für französische Lexikologie und Semantik. 2003 trat er in den Ruhestand und arbeitete als Privatgelehrter.

## Werke (Auswahl)
- Studien zur Herausbildung der chemischen Fachsprache in der französischen Sprachgeschichte, Halle (Saale) 1972
- Langue française - langue universelle? Die Diskussion über die Universalität des Französischen an der Berliner Akademie der Wissenschaften. Zum Geltungsanspruch des Deutschen und Französischen im 18. Jahrhundert. Romanistischer Verlag Hillen, Bonn 1994; 2. erw. Auflage, Dr. Kovac, Hamburg 2008 - ISBN 978-3-8300-3563-3
- 300 Jahre romanische Sprachen und Literaturen an der Berliner Akademie der Wissenschaften. Peter Lang, Frankfurt a. M. 2001 - ISBN 3-631-38312-6
- In memoriam Vladimiro Macchi. Aspekte der Wissenschaftsgeschichte. Ausgewählte Sujets. Romanistischer Verlag, Bonn 2008 ISBN 978-3-86143-181-7